# Johannes zu Eltz

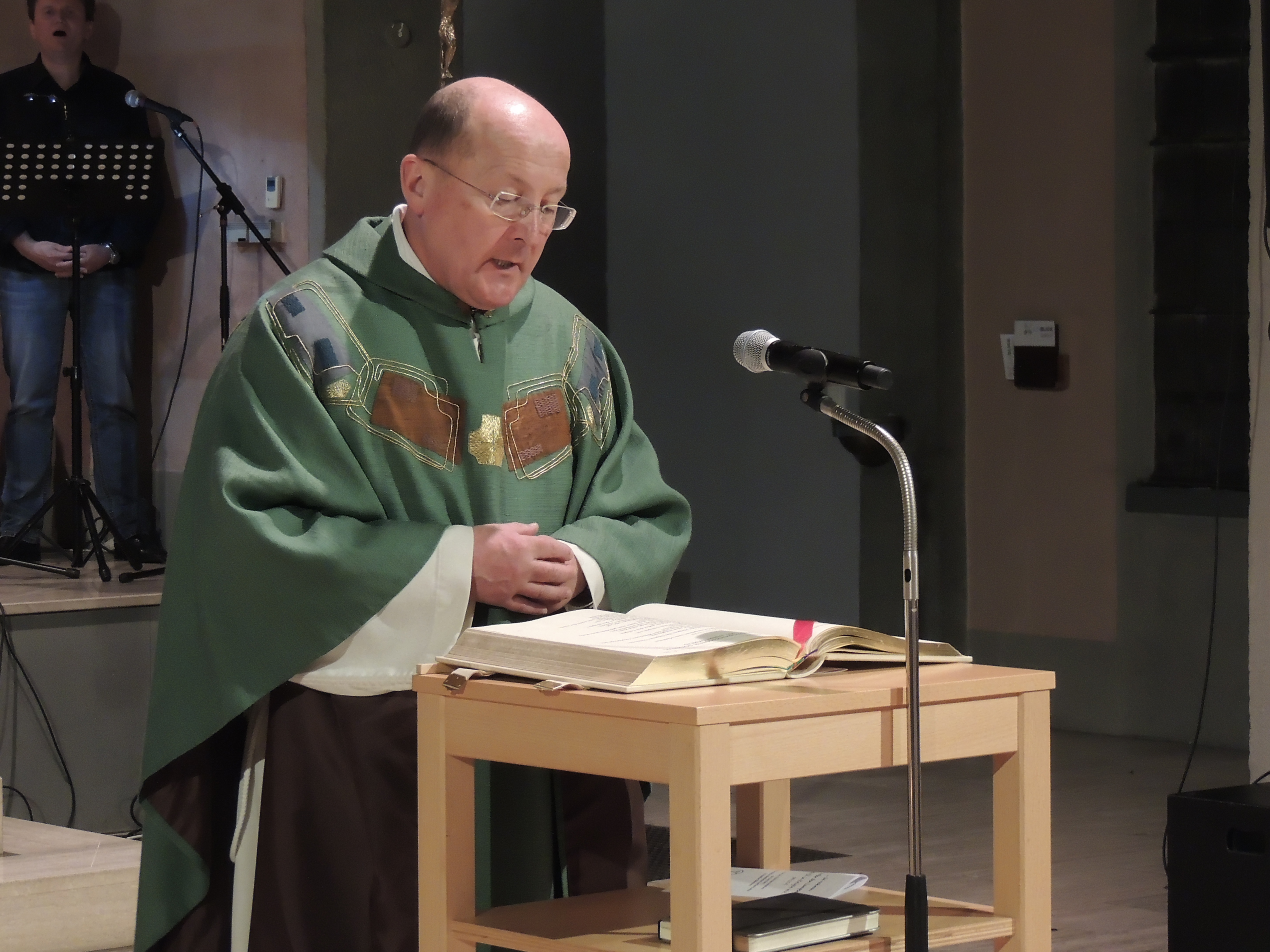
Johannes zu Eltz 2017 in der Heilig-Kreuz-Kirche in Frankfurt-Bornheim

Johannes Graf von und zu Eltz (* 2. Oktober 1957 in Eltville am Rhein) ist römisch-katholischer Priester, Domkapitular des Bistums Limburg, dessen ehemaliger Offizial sowie ehemaliger Stadtdekan von Frankfurt am Main.

## Familie
Johannes zu Eltz entstammt dem Adelsgeschlecht Eltz, das mit Jakob III. und Philipp Karl Erzbischöfe von Trier und Mainz gestellt hat. Er wuchs als eines von neun Kindern von Jakob Graf zu Eltz und dessen Ehefrau Ladislaja, geborene Freiin Mayr von Melnhof, auf einem Winzergut im Rheingau auf.

## Leben und Wirken
Zu Eltz studierte Jura an der Ludwig-Maximilians-Universität in München und an der Johannes Gutenberg-Universität in Mainz. Dort wurde er zum Dr. iur. promoviert und entschied sich danach für den Priesterberuf. Er studierte Philosophie und Katholische Theologie an der Frankfurter Jesuitenhochschule St. Georgen und an der Ordenshochschule der Benediktiner, dem Athenaeum Sant’Anselmo in Rom. Von 1993 bis 1995 studierte er zudem Kanonisches Recht an der Jesuitenuniversität Gregoriana in Rom und absolvierte im Jahr 1995 das Lizenziat im Kirchenrecht.
Die Priesterweihe empfing er am 29. Juni 1991 im Limburger Dom und war von 1991 bis 1993 als Kaplan in Oberursel und von 1995 bis 2001 als Pfarrer der Pfarreien Kölbingen und Rothenbach im Westerwald tätig. In den Jahren 1999 bis 2010 fungierte er als Richter am Limburger Diözesangericht und stand als Offizial dem kirchlichen Gericht des Bistums Limburg vor, wo er vor allem mit Ehesachen befasst war. In der Hierarchie der Bistumsleitung stand er somit an vierter Stelle nach dem Bischof, dem Weihbischof und dem Generalvikar. Seit 2001 gehört Eltz auch dem Domkapitel in Limburg an. 
In den Jahren 2006 bis 2010 war er Stadtdekan von Wiesbaden und Pfarrer der Stadtpfarrkirche St. Bonifatius. Im August 2010 übernahm er das Amt des Stadtdekans und Bischöflichen Kommissars für Frankfurt am Main. Im Zusammenhang mit den Auseinandersetzungen um den damaligen Limburger Bischof Franz-Peter Tebartz-van Elst war er ein früher und entschiedener Kritiker des Bischofs.
Eltz ist Pfarrer der Domgemeinde St. Bartholomäus und der Pfarreien St. Bernhard im Nordend und Allerheiligen im Ostend. Außerdem ist er Vorsitzender des Caritasverbandes Frankfurt und Mitglied im Rat der Religionen Frankfurt und im Römerbergbündnis, einer Vereinigung des Deutschen Gewerkschaftsbundes DGB, der Kirchen, der Jüdischen Gemeinde Frankfurt am Main und dem Jugendring gegen Rechtsextremismus in Frankfurt am Main.
Mit der Aufhebung der Bezirke im Bistum Limburg zum 1. Mai 2024 erlosch sein Amt als Stadtdekan für den Bezirk Frankfurt.

## Positionen
Im Januar 2018 forderte Eltz die Segnung gleichgeschlechtlicher Paare innerhalb der römisch-katholischen Kirche, wie dies zuvor der römisch-katholische Bischof Franz-Josef Bode aus dem Bistum Osnabrück ebenso thematisierte. 2019 war er einer von neun Unterzeichnern eines Offenen Briefs an Kardinal Reinhard Marx mit der Forderung nach einem „Neustart mit der Sexualmoral“, einschließlich einer „verständigen und gerechten Bewertung von Homosexualität“. Der Brief erschien zuerst am 3. Februar 2019 in der Frankfurter Allgemeinen Sonntagszeitung.

## Schriften
- Lehrstuhlbesetzung und Beanstandung am Fachbereich Katholische Theologie der Universität Mainz (Sonderband: Neues Jahrbuch für das Bistum Mainz, Erzdiözese Mainz). Verlag Schmidt, Mainz 1988, ISBN 3-87439-183-3.